# Thraulus torrentis
Thraulus torrentis is een haft uit de familie Leptophlebiidae. De wetenschappelijke naam van de soort is voor het eerst geldig gepubliceerd in 1964 door Gillies.
De soort komt voor in het Afrotropisch gebied.